# تحول الصين الصناعي
يشير التحول الصناعي في الصين إلى العملية التي مرت خلالها الصين بعدة مراحل مختلفة من التحول الصناعي. ينصب التركيز على الفترة التي أعقبت تأسيس جمهورية الصين الشعبية والتي شهدت الصين خلالها أبرز محطات النمو في تحولها الصناعي. لدى الصين تاريخ موغل في القدم يسوِّغ الجهود الصناعية البدائية ويفسر أسباب تأخر التحول الصناعي فيها بالمقارنة مع الدول الغربية، وذلك على الرغم من تعريف التحول الصناعي من خلال حملات التصنيع الحاصلة إبان القرن العشرين.
شكل العاملون في القطاع الزراعي نسبة 83% من القوة العاملة الصينية في عام 1952. ظل هذا الرقم عاليًا ولكنه اتجه نحو الانخفاض المستمر في الطور الأول من التحول الصناعي خلال الفترة الممتدة من ستينيات القرن العشرين حتى تسعينياته. غير أن ذلك أشار إلى حصول نمو سريع في القطاع الصناعي من حيث القيمة المطلقة عند النظر إلى النمو السكاني المتسارع الذي شهدته الصين ليبلغ 11% خلال هذه الفترة. تراجعت نسبة الفئة العاملة في الزراعة بحلول عام 1977 لتصبح 77% وبلغت 33% بحلول عام 2012.
انتهت القفزة العظيمة للأمام بكارثة جسيمة نتيجة تحويل كميات كبيرة من الموارد إلى المشاريع الصناعية المرتبطة بالحملة. أدى ذلك إلى حصول نقص في الموارد بعد فشل المشاريع الصناعية في تحقيق الناتج المتوقع. شمل النقص كلًا من الأدوات ومعدات الزراعة والبنية التحتية التي كان القطاع الزراعي يعتمد عليها. رافق استشراء الجفاف وقوع مجاعة واسعة الانتشار. وإجمالًا، أدت القفزة العظيمة للأمام إلى انكماش الاقتصاد الصيني لفترة مؤقتة من الزمن. ومع ذلك شهد الناتج المحلي الإجمالي للفرد نموًا بمعدل متوسط قدره 3.6% خلال الفترة الممتدة من عام 1952 حتى عام 1978 متجاوزًا معدل التضخم. كان التراجع المطرد لعدد العاملين في القطاع الزراعي من النزعات الأخرى الناتجة عن القفزة العظيمة للأمام والتي جاءت بالتزامن مع نمو القطاع الصناعي. علاوةً على ذلك، تراجع صافي القيمة المضافة على الناتج المحلي الإجمالي من القطاع الزراعي مع تنامي اعتماد الصين على الإنتاج الصناعي لينخفض من 70% في عام 1952 ويبلغ نسبة 30% في عام 1977. شهدت عدة صناعات بارزة نموًا كبيرًا خلال هذه الفترة من حيث النتاج السنوي إذ نما معدل الإنتاج السنوي للصلب من 1.3 مليون طن ليغدو 23 مليون طن وسجل معدل إنتاج الفحم الحجري نموًا من 66 مليون طن ليبلغ 448 مليون طن وازداد ناتج توليد الطاقة الكهربائية من 7 مليون كيلوواط ساعي ليصبح 133 مليار كيلوواط ساعي وارتفع معدل إنتاج الإسمنت من 3 مليون طن ليصل إلى 49 مليون طن في العام الواحد.

## التحول الصناعي في جمهورية الصين الشعبية
لم تشهد الصين نقلة صناعية نوعية قبل خمسينيات القرن العشرين. طرح ماو خطته الخمسية في عام 1953، والتي استوحيت من الجهود السوفيتية الرامية إلى تحقيق التحول الصناعي. أنذرت هذه الخطة الخمسية بأول حملة واسعة النطاق انتهجتها جمهورية الصين الشعبية من أجل تحقيق التحول الصناعي. تميزت الخطة باعتمادها على التنظيم التعاوني المكثف ومبدأ المركزية الاقتصادية معتمدةً بشكل كبير على النجاح الذي أحرزه السوفييت في هذا الصدد. كانت المساعدة السوفيتية بالغة الأهمية في هذا المشروع إذ حصلت الصين على التقانات الأكثر تقدمًا على مستوى الاتحاد السوفيتي، وكانت هذه التقانات الأفضل على مستوى العالم في بعض الحالات. ذهب آلاف المستشارين الفنيين السوفييت إلى الصين وتولوا الإشراف على 156 مشروع صناعي. شكلت المساعدة السوفيتية خلال هذه المرحلة نحو نصف التنمية والنتاج الصناعيين في الصين. نمت قيمة النتاجين الزراعي والصناعي من 30% في عام 1949 لتبلغ 56.5% في عام 1957، وذلك بفضل التنمية الصناعية المدعومة سوفيتيًا. كذلك شهدت الصناعات الثقيلة نموًا مماثلًا لتقفز من 26.4% وتسجل نسبة 48.4%. لذلك شكلت المساعدة السوفيتية التي دفعت بعجلة التصنيع مكونًا رئيسيًا في عملية التحول الصناعي الصيني الأشمل والتنمية الاقتصادية ككل. كانت القفزة العظيمة للأمام الخطة الماوية التي سارت عليها جمهورية الصين الشعبية خلال الفترة الممتدة من عام 1958 حتى عام 1961 بهدف تحويل البلاد من اقتصاد رعوي قائم على الفلاحة بالأساس إلى مجتمع شيوعي حديث من خلال عملية التزريع والتصنيع. رأى ماو تسي تونغ في الزراعة والصناعة (التي اختزلهما بـ«الحبوب والصلب») الأساس لأي تقدم اقتصادي أو إنماء وطني. وبالتالي اعتمدت القفزة العظيمة للأمام على هذين القطاعين اعتمادًا كبيرًا وأولت اهتمامًا خاصًا بهما من أجل تأسيس قاعدة اقتصادية قوية يمكن أن يتمخض عنها تطورات اقتصادية أخرى. تفاوتت الدوافع الأيديولوجية الداخلة في هذا التحول بصورة واسعة. تركت تجربة الصين مع الاحتلال الأجنبي أثرًا بالغًا على العقلية الوطنية مما أجبر القادة على تأسيس دولة قوية مستقلة ومكتفية ذاتيًا. ومع ذلك كانت المنافسة الثقافية والاقتصادية مع الغرب خلال فترة الحرب الباردة من العوامل الأساسية. عقّب ماو تسي تونغ حين سمع عن خطة الاتحاد السوفيتي الرامية إلى تجاوز الولايات المتحدة في الإنتاج الصناعي بقوله: «لقد أخبرنا الرفيق خروتشوف أن الاتحاد السوفييتي سوف يتجاوز الولايات المتحدة الأمريكية بعد 15 عامًا. وكذلك يمكنني القول بأننا قد نتمكن من اللحاق بالمملكة المتحدة أو تجاوزها بعد 15 عامًا». استند ماو تسي تونغ في برنامجه على نظرية القوى المنتجة. انتهت القفزة العظيمة للأمام بكارثة جسيمة نتيجة تحويل كميات كبيرة من الموارد إلى المشاريع الصناعية المرتبطة بالحملة. أدى ذلك إلى حصول نقص في الموارد بعدما فشلت المشاريع الصناعية في تحقيق الناتج المتوقع. شمل النقص كلًا من الأدوات ومعدات الزراعة والبنية التحتية التي كان القطاع الزراعي يعتمد عليها. رافق استشراء الجفاف حدوث مجاعة على نطاق واسع. أدت القفزة العظيمة للأمام إلى انكماش الاقتصاد الصيني لفترة مؤقتة من الزمن. ومع ذلك شهد الناتج المحلي الإجمالي للفرد نموًا بمعدل متوسط قدره 3.6% خلال الفترة الممتدة من عام 1952 حتى عام 1978 متجاوزًا بذلك معدل التضخم.
أعلِن عن إطلاق حملة جديدة للمضي قدمًا بالتنمية الاقتصادية المتسقة والمتوازنة في ظل قيادة رئيس الوزراء تشو إنلاي، وجاء ذلك بالتزامن مع استعادة الاستتباب السياسي تدريجيًا عقب الثورة الثقافية في أواخر ستينيات القرن العشرين. أعيدت اللجان الثورية التابعة للحزب الشيوعي الصيني إلى المناصب القيادية التي تولوها، ونفذت حملة لإعادة الموظفين الماهرين والمتعلمين إلى المناصب التي أزيلوا منها خلال الثورة الثقافية بهدف إنعاش الكفاءة الصناعية. بدأت الجامعات بفتح أبوابها من جديد ووسِعت سبل التواصل مع الخارج. عانى الاقتصاد من اختلال في توازن القدرات الإنتاجية بين القطاعات الصناعية المختلفة، فضلًا عن ظهور حاجة ماسة لزيادة إمدادات المستلزمات الزراعية الحديثة. كان هنالك زيادة كبيرة في معدل الاستثمار تجاوبًا مع هذه المشاكل وتضمن ذلك التوقيع على عقود لتشييد منشآت كبرى مع شركات أجنبية في قطاعات إنتاج الأسمدة الكيماوية والصلب النهائي واستخراج النفط وتكريره. رمى أبرز هذه العقود إلى تشييد مجموعة من أكبر وأحدث مصانع إنتاج الأسمدة الكيماوية في العالم. نما الناتج الصناعي خلال هذه الفترة بمعدل سنوي قدره 11%.